# Fernando Sánchez Cipitria
Fernando Sánchez Cipitria (* 12. September 1971 in Madrid, Spanien) ist ein ehemaliger spanischer Fußballspieler.

## Karriere

### Vereine
Fernando begann seine Karriere in der Jugend von Real Madrid. Von 1990 bis 1992 spielte er in der C-Mannschaft von Real Madrid. Ein Jahr später wurde er von CD Leganés ausgeliehen. Nach zwei Jahren in der zweiten Mannschaft, Real Madrid B, wechselte er 1995 zu Real Valladolid. Dort spielte er zwei Jahre lang. 1997 wechselte er zum Ligakonkurrenten Betis Sevilla; auch dort spielte er zwei Jahre. 1999 wechselte er zu Deportivo La Coruna, von wo aus er sich 2001 zu CA Osasuna ausleihen ließ. 2002 wurde er zu Hannover 96 weiterverliehen. Dort kam er allerdings nur zu zwei Einsätzen und wechselte 2003 zurück nach Spanien. Dort ließ er sich zum FC Córdoba, für eine Saison, ausleihen. Er beendete danach seine aktive Karriere.

### Nationalmannschaft
1998 spielte er zwei Spiele für die spanische Nationalmannschaft.